# Eleccions municipals al Masnou
Des de l'any 1979, a la fi de la transició espanyola, han tingut lloc eleccions municipals democràtiques al Masnou. Tot i que abans de la Guerra Civil s'havien convocat eleccions, aquí es recullen els comicis des del primer de la instauració de la democràcia. A causa de les petites diferències en el nombre de vots que es produeix entre unes fonts o altres, l'article es basa en les dades electorals del Ministeri de l'Interior, si no s'indica el contrari.

## Abril de 1979
| Candidatura | Candidatura                                       | Cap de llista                 | Vots  | Regidors | % vots |
| ----------- | ------------------------------------------------- | ----------------------------- | ----- | -------- | ------ |
|             | Convergència i Unió                               | Josep Azuara i González       | 2.050 | 7        | 35,71% |
|             | Partit dels Socialistes de Catalunya              | Carme Giralt i Rosés          | 1.597 | 5        | 27,82% |
|             | Centristes de Catalunya-Unió de Centre Democràtic | Josep Lluís González Pastrana | 848   | 2        | 14,77% |
|             | Partit Socialista Unificat de Catalunya           | Jaume Serra Riera             | 637   | 2        | 11,1%  |
|             | Esquerra Republicana de Catalunya                 | Jordi Mallafré i Dalmau       | 479   | 1        | 8,34%  |
|             | Falange Española de las JONS                      | Francesc Pagès i Millet       | 129   | 0        | 2,25%  |
|             | En blanc                                          |                               | 0     | -        | 0%     |
|             | Nuls                                              |                               | 27    | -        | 0,47%  |
| Total       | Total                                             | 5.767                         | 5.767 | 17       | 63,05% |

## Maig de 1983
| Candidatura | Candidatura                             | Cap de llista              | Vots  | Regidors | % vots |
| ----------- | --------------------------------------- | -------------------------- | ----- | -------- | ------ |
|             | Convergència i Unió                     | Josep Azuara i González    | 3.157 | 9 (2)    | 44,88% |
|             | Partit dels Socialistes de Catalunya    | Enric Tarrida i Viñas      | 1.823 | 5 (=)    | 25,91% |
|             | Aliança Popular                         | Joan Casas i Crosas        | 680   | 1 (1)    | 9,66%  |
|             | Esquerra Republicana de Catalunya       | Jordi Mallafré i Dalmau    | 423   | 1 (=)    | 6,01%  |
|             | Partit Socialista Unificat de Catalunya | Màxim Fàbregas i Añaños    | 384   | 1 (1)    | 5,45%  |
|             | Nacionalistes d'Esquerra                | Jaume Oliveras i Maristany | 240   | 0        | 3,41%  |
|             | Agrupació Independents Masnou           | Albino Gallo Díaz          | 220   | 0        | 3,12%  |
|             | En blanc                                |                            | 0     | -        | 0%     |
|             | Nuls                                    |                            | 0     | -        | 0%     |
| Total       | Total                                   | 6.908                      | 6.908 | 17       | 65,86% |

## Juny de 1987
| Candidatura | Candidatura                          | Cap de llista              | Vots  | Regidors | % vots |
| ----------- | ------------------------------------ | -------------------------- | ----- | -------- | ------ |
|             | Convergència i Unió                  | Josep Azuara i González    | 3.631 | 9 (=)    | 48,92% |
|             | Partit dels Socialistes de Catalunya | Eladi Torres i González    | 2.044 | 5 (=)    | 27,54% |
|             | Aliança Popular                      | Ricardo Beneito de Porras  | 458   | 1 (=)    | 6,17%  |
|             | Candidatura d'Unitat Popular         | Jaume Oliveras i Maristany | 431   | 1 (1)    | 5,81%  |
|             | Iniciativa per Catalunya             | Jaume Serra Riera          | 398   | 1 (=)    | 5,36%  |
|             | Esquerra Republicana de Catalunya    | Jordi Mallafré i Dalmau    | 385   | 0 (1)    | 5,19%  |
|             | En blanc                             |                            | 76    | -        | 1,02%  |
|             | Nuls                                 |                            | 63    | -        | 0,84%  |
| Total       | Total                                | 7.486                      | 7.486 | 17       | 64,59% |

## Maig de 1991
| Candidatura | Candidatura                          | Cap de llista              | Vots  | Regidors | % vots |
| ----------- | ------------------------------------ | -------------------------- | ----- | -------- | ------ |
|             | Convergència i Unió                  | Josep Azuara i González    | 3.469 | 9 (=)    | 48,24% |
|             | Partit dels Socialistes de Catalunya | Eladi Torres i González    | 1.942 | 5 (=)    | 27,01% |
|             | Iniciativa per Catalunya             | Jordi Serra i Vigil        | 517   | 1 (=)    | 7,19%  |
|             | Esquerra Republicana de Catalunya    | Joan Llansó i Estrada      | 400   | 1 (1)    | 5,56%  |
|             | Partit Popular Català                | Joan Casas i Crosas        | 391   | 1 (=)    | 5,44%  |
|             | Candidatura d'Unitat Popular         | Jaume Oliveras i Maristany | 383   | 0 (1)    | 5,33%  |
|             | En blanc                             |                            | 89    | -        | 1,24%  |
|             | Nuls                                 |                            | 23    | -        | 0,32%  |
| Total       | Total                                | 7.214                      | 7.214 | 17       | 49,94% |

## Maig de 1995
| Candidatura | Candidatura                                           | Cap de llista                 | Vots  | Regidors | % vots |
| ----------- | ----------------------------------------------------- | ----------------------------- | ----- | -------- | ------ |
|             | Convergència i Unió                                   | Josep Azuara i González       | 3.844 | 9 (=)    | 40,98% |
|             | Partit dels Socialistes de Catalunya                  | Eladi Torres i González       | 1.959 | 5 (=)    | 20,48% |
|             | Partit Popular Català                                 | María Isabel Mansilla Sánchez | 1.360 | 3 (2)    | 14,50% |
|             | Esquerra Republicana de Catalunya                     | Francesc Rossell i Elias      | 1.111 | 2 (1)    | 11,84% |
|             | Iniciativa per Catalunya-Candidatura d'Unitat Popular | Francesc Xavier Serra i Vigil | 1.107 | 2 (1)    | 11,80% |
|             | En blanc                                              |                               | 184   | -        | 1,92%  |
|             | Nuls                                                  |                               | 27    | -        | 0,28%  |
| Total       | Total                                                 | 9.592                         | 9.592 | 21       | 61,03% |

## Juny de 1999
| Candidatura | Candidatura                          | Cap de llista                 | Vots  | Regidors | % vots |
| ----------- | ------------------------------------ | ----------------------------- | ----- | -------- | ------ |
|             | Convergència i Unió                  | Josep Azuara i González       | 3.254 | 8 (1)    | 35,28% |
|             | Partit dels Socialistes de Catalunya | Eduard Gisbert i Amat         | 2.252 | 5 (=)    | 24,41% |
|             | Esquerra Republicana de Catalunya    | Ramon Pellicer i Martori      | 1.392 | 3 (1)    | 15,09% |
|             | Partit Popular Català                | Albert Rost Calvo             | 1.181 | 3 (=)    | 12,8%  |
|             | Iniciativa per Catalunya             | Francesc Xavier Serra i Vigil | 915   | 2 (=)    | 9,92%  |
|             | En blanc                             |                               | 230   | -        | 2,49%  |
|             | Nuls                                 |                               | 53    | -        | 0,57%  |
| Total       | Total                                | 9.277                         | 9.277 | 21       | 53,12% |

## Maig de 2003
| Candidatura | Candidatura                          | Cap de llista                 | Vots   | Regidors | % vots |
| ----------- | ------------------------------------ | ----------------------------- | ------ | -------- | ------ |
|             | Convergència i Unió                  | Joan Ramon Vilalta i Carrillo | 3.072  | 7 (1)    | 28,96% |
|             | Partit dels Socialistes de Catalunya | Eduard Gisbert i Amat         | 2.489  | 5 (=)    | 23,47% |
|             | Esquerra Republicana de Catalunya    | Carme Giol i Abril            | 2.181  | 4 (1)    | 20,56% |
|             | Iniciativa per Catalunya             | Màxim Fàbregas i Añaños       | 1.433  | 3 (1)    | 13,51% |
|             | Partit Popular Català                | Albert Rost Calvo             | 1.281  | 2 (1)    | 12,08% |
|             | En blanc                             |                               | 151    | -        | 1,42%  |
|             | Nuls                                 |                               | 43     | -        | 0,4%   |
| Total       | Total                                | 10.650                        | 10.650 | 21       | 62,13% |

## Maig de 2007
| Candidatura | Candidatura                          | Cap de llista                | Vots  | Regidors | % vots |
| ----------- | ------------------------------------ | ---------------------------- | ----- | -------- | ------ |
|             | Partit dels Socialistes de Catalunya | Eduard Gisbert i Amat        | 2.481 | 7 (2)    | 27,01% |
|             | Convergència i Unió                  | Pere Parés i Rosés           | 2.289 | 6 (1)    | 24,92% |
|             | Esquerra Republicana de Catalunya    | Carme Giol i Abril           | 1.319 | 3 (1)    | 14,36% |
|             | Iniciativa per Catalunya             | Màxim Fàbregas i Añaños      | 1.147 | 3 (=)    | 12,49% |
|             | Partit Popular Català                | Frans Avilés Salazar         | 1.022 | 2 (=)    | 11,13% |
|             | Ciutadans - Partit de la Ciutadania  | Juan Francisco López Muñoz   | 304   | 0        | 3,31%  |
|             | Grup Independent del Masnou          | Miguel Alfonso Verdejo López | 232   | 0        | 2,53%  |
|             | En blanc                             |                              | 390   | -        | 4,25%  |
|             | Nuls                                 |                              | 43    | -        | 0,47%  |
| Total       | Total                                | 9.227                        | 9.227 | 21       | 53,75% |

## Maig de 2011
| Candidatura | Candidatura                               | Cap de llista                 | Vots  | Regidors | % vots |
| ----------- | ----------------------------------------- | ----------------------------- | ----- | -------- | ------ |
|             | Convergència i Unió                       | Pere Parés i Rosés            | 2.829 | 8 (2)    | 31,24% |
|             | Partit dels Socialistes de Catalunya      | Marta Neira Reina             | 1.699 | 4 (3)    | 18,76% |
|             | Iniciativa per Catalunya                  | Màxim Fàbregas i Añaños       | 1.197 | 3 (=)    | 13,22% |
|             | Esquerra Republicana de Catalunya         | Jaume Oliveras i Maristany    | 1.127 | 3 (=)    | 12,45% |
|             | Partit Popular Català                     | Carmen Martínez Fernández     | 953   | 2 (=)    | 10,52% |
|             | Grup Independent del Masnou               | Frans Avilés Salazar          | 537   | 1 (1)    | 5,93%  |
|             | Solidaritat Catalana per la Independència | Josep Maria Martínez Estrella | 139   | 0        | 1,54%  |
|             | En blanc                                  |                               | 574   | -        | 6,34%  |
|             | Nuls                                      |                               | 283   | -        | 3,03%  |
| Total       | Total                                     | 9.338                         | 9.338 | 21       | 54,18% |

## Maig de 2015
| Candidatura | Candidatura                                                       | Cap de llista                 | Vots   | Regidors | % vots |
| ----------- | ----------------------------------------------------------------- | ----------------------------- | ------ | -------- | ------ |
|             | Esquerra Republicana de Catalunya                                 | Jaume Oliveras i Maristany    | 2.843  | 6 (3)    | 27,27% |
|             | Convergència i Unió                                               | Pere Parés i Rosés            | 2.262  | 5 (3)    | 21,7%  |
|             | Ciutadans - Partit de la Ciutadania - Grup Independent del Masnou | Frans Avilés Salazar          | 1.258  | 3 (2)    | 12,07% |
|             | Candidatura d'Unitat Popular                                      | Sandra Miras Martínez         | 1.231  | 2 (2)    | 11,81% |
|             | Iniciativa per Catalunya                                          | Màxim Fàbregas Añaños         | 1.081  | 2 (1)    | 10,37% |
|             | Partit dels Socialistes de Catalunya                              | Ernest Suñé Nicolás           | 971    | 2 (2)    | 9,32%  |
|             | Partit Popular Català                                             | Federico de las Heras Garrido | 561    | 1 (1)    | 5,38%  |
|             | En blanc                                                          |                               | 70     | -        | 2,08%  |
|             | Nuls                                                              |                               | 70     | -        | 0,67%  |
| Total       | Total                                                             | 10.494                        | 10.494 | 21       | 59,38% |

## Maig de 2019
| Candidatura | Candidatura                          | Cap de llista              | Vots   | Regidors | % vots |
| ----------- | ------------------------------------ | -------------------------- | ------ | -------- | ------ |
|             | Esquerra Republicana de Catalunya    | Jaume Oliveras i Maristany | 4.689  | 9 (3)    | 39,12% |
|             | Fem Masnou - En Comú Podem           | Neus Villarubia del Valle  | 1.564  | 3 (1)    | 13,05% |
|             | Partit dels Socialistes de Catalunya | Ernest Suñé Nicolás        | 1.528  | 3 (1)    | 12,75% |
|             | Junts per Catalunya                  | Romà López Bolart          | 1.473  | 3 (2)    | 12,29% |
|             | Ciutadans - Partit de la Ciutadania  | Frans Avilés Salazar       | 1.207  | 2 (1)    | 10,07% |
|             | Candidatura d'Unitat Popular         | Fèlix Clemente Cavero      | 851    | 1 (1)    | 7,10%  |
|             | Partit Popular Català                | Antonio Marset Boza        | 366    | 0 (1)    | 3,05%  |
|             | Grup Independent del Masnou          | Joan Fontcuberta i Tort    | 216    | 0        | 1,80%  |
|             | En blanc                             |                            | 91     | -        | 0,76%  |
|             | Nuls                                 |                            | 34     | -        | 0,28%  |
| Total       | Total                                | 12.019                     | 12.019 | 21       | 67,57% |

## Maig de 2023
| Candidatura | Candidatura                          | Cap de llista                   | Vots   | Regidors | % vots |
| ----------- | ------------------------------------ | ------------------------------- | ------ | -------- | ------ |
|             | Esquerra Republicana de Catalunya    | Jaume Oliveras i Maristany      | 2.528  | 6 (3)    | 25,61% |
|             | Fem Masnou                           | Sergi Amat Giró                 | 1.707  | 4 (1)    | 17,29% |
|             | Partit dels Socialistes de Catalunya | Maria Llarás Vázquez            | 1.658  | 4 (1)    | 16,80% |
|             | Junts per Catalunya                  | Montserrat Real Izquierdo       | 1.454  | 4 (1)    | 14,73% |
|             | Partit Popular Català                | Antonio Marset Boza             | 772    | 2 (2)    | 7,82%  |
|             | En Comú Podem                        | Amadeu Quintana Jolonch         | 546    | 1 (2)    | 5,53%  |
|             | Plens de Masnou - Ara Pacte Local    | Jordi Ballvé Mariñosa           | 317    | 0        | 3,21%  |
|             | Ciutadans - Partit de la Ciutadania  | Frans Avilés Salazar            | 282    | 0 (2)    | 2,85%  |
|             | El Masnou Ara                        | Natàlia Royo Roig               | 261    | 0        | 2,64%  |
|             | Valents                              | Maria José de Aguilar Caballero | 168    | 0        | 1,70%  |
|             | En blanc                             |                                 | 175    | -        | 1,77%  |
|             | Nuls                                 |                                 | 184    | -        | 1,83%  |
| Total       | Total                                | 10.052                          | 10.052 | 21       | 55,31% |